# Benjamin Simons
Benjamin Simons (nacido el 16 de febrero de 1991  en Cadillac, Míchigan) es un jugador de baloncesto estadounidense que actualmente forma parte de la plantilla del Astoria Bydgoszcz de la Polska Liga Koszykówki. Su posición es Ala-Pívot.

## Trayectoria
Nacido en Míchigan, desarrolló su carrera universitaria en los Drake Bulldogs, de donde pasaría al Walter Tübingen alemán y, posteriormente, al Antwerp Giants de Bélgica.
En las filas del Limburg United, promedió durante la temporada 2016-17, una cifra de 11,4 puntos (62,5% en tiros de dos, 43,8% en triples y 74,4% en tiros libres) y 2,5 rebotes en 23,3 minutos en los 39 partidos que ha disputado en la Liga Belga. En la FIBA Europe Cup sus números fueron de 16,3 puntos y 1,7 rebotes.
En agosto de 2017, firma por el Río Natura Monbus.
Comenzó la temporada 2020-21 en las filas del Oberá Tenis Club de la Liga Nacional de Básquet. En noviembre de 2020, deja el club argentino tras 6 partidos.
El 18 de enero de 2021, firma por el BC Körmend de la NB I/A, la primera división húngara. Con el conjunto húngaro disputa 12 partidos en los que promedia 13 puntos.
El 30 de julio de 2021, regresa a España para jugar en el San Sebastián Gipuzkoa Basket Club de la Liga LEB Oro.
El 22 de julio de 2022, firma por el Astoria Bydgoszcz de la Polska Liga Koszykówki.